# Ахметов Мурад Хусаїнович
Мурад Хусаїнович Ахметов (10 серпня 1948, Уфа — лютий 2006, Уфа) — башкирський радянський і російський композитор. Заслужений діяч мистецтв Російської Федерації (1996). Народний артист Республіки Башкортостан. Син видатного композитора Хусаїна Ахметова.
Мурад Ахметов — автор першої в історії музики мусульманської філософсько-релігійної опери «Хаям і Коран». Це перша частина духовної дилогії (2-а частина — опера «Йов»)..
Героїчний епос, історія башкирського народу, твори башкирських поетів і прозаїків стали основою багатьох його творів: балети «В ніч місячного затемнення» за Мустаєм Карімом, «Північні амури» та «Урал-батир», ораторії «Рани батира», «Поема про Салавата», квінтет «Земля батьків» і багато інших.
В 1971-1972 роках — служба в лавах Радянської Армії.

## Освіта
Закінчив Уфимське училище мистецтв по класах композиції і фортепіано.
У 1966-1971 роках — навчання в класі композиції професора А. Хачатуряна в ДМПІ імені Гнесіних.

## Твори[5]
- «Аполлон і Марсій» — композиція для 16 струнних і соло гобоя, складний в музично-технічному відношенні твір, де партія кожного інструмента самостійна, виписана окремо, без повторів, подвоєнь або унісону[3].
- «Тріо-медитація в стилі раги».
- Вокальні цикли:
  - «З китайської пейзажної лірики»;
  - «З арабської любовної поезії».
- Балети:
  - «Мауглі» (1974) — балет на відомий твір Р. Кіплінга, лібрето Х. Ахметова;
  - «Володар вогню» (1984) — балет за мотивами африканських легенд, заснований на фольклорі народів Кенії;
  - «Торквемада» (1991) — балет по монографії Хуана Льоренте «Критична історія іспанської інквізиції», лібрето В. Харченка;
  - «Північні амури» (1980) — лібрето Файзи Гаскарова;
  - «Урал-батир» (1998) — за однойменним башкирським народним епосом, лібрето Шаміля Терегулова;
  - «В ніч місячного затемнення» (1978) — балет за однойменною трагедією Мустая Каріма.
- «Лабіринт і Мінотавр» — соната на тему давньогрецького міфу.
- Духовна оперна дилогія:
  - «Хаям і Коран» (1991-1992) — мусульманська філософсько-релігійна опера (18 рубаї Омара Хаяма і фрагменти семи сур Корану);
  - опера «Йов» на біблійну тему.
- Ораторії:
  - «Рани батира» на вірші Кадіма Аралбая;
  - «Поема про Салавата»;
  - «Сни Хіросіми».
- Симфонії:
  - № 1 «Пам'яті батька», присвячена Хусаїну Ахметову;
  - Симфонічна тріада «Міленіум»:
    - № 2 «Варган-симфонія»;
    - № 3 "По прочитанню башкирського епосу «Урал-батир»;
    - № 4 «Реквієм — узун-кюй»;

  - № 5 «Про мандри вічних, земних і небесних» — останній твір композитора (невиконане).

Крім класичних творів, писав музику до спектаклів Башкирського театру драми імені Гафурі:
- «Красний паша» Н. Асанбаєва;
- «Великодушний рогоносець» Ф. Кроммелінка;
- «Бібінур, ах, Бібінур!» Ф. М. Булякова,

і мультфільмів, серед яких мультфільми студії «Пілот»:
- «Авіатори» (1990)
- «Пумс» (1990);
- «Дива» (1990);
- «Формула—1» (1991),

творчого об'єднання «Экран»:
- «Фатальна любов. Фільм 1» (1989);
- «Фатальна любов» (1990).

## Громадська та педагогічна діяльність
- 1971-1978 — викладач Училища та Інституту мистецтв Уфи;
- 1976-1989 — проведення кропіткої роботи по комплектуванню фонду башкирської музики в Спілці композиторів Росії, організація участі башкирських народних виконавців у міжнародних фестивалях та концертах в Москві;
- 1991-1995 — заступник голови Спілки композиторів Москви, голова Ревізійної комісії Спілки композиторів Москви;
- 1997-1998 — референт ректора Уфимського державного інституту мистецтв з питань національної культури.

## Родина
Батько Мурада Ахметова — видатний композитор Ахметов Хусаїн Файзуллович.
У Мурада Ахметова четверо дітей: сини Фархад і Алан і дочка Каміла.
Син Алік Ахметов від останньої дружини Альфії Рифкатівни Ахметової народився через три місяці після смерті Мурада Ахметова.